# Daphne Akhurst
Daphne Jessie Akhurst (née le 22 avril 1903 à Ashfield – décédée le 9 janvier 1933 à Sydney) est une joueuse de tennis australienne des années 1920. Elle est aussi connue sous son nom de femme mariée, Daphne Akhurst-Cozens.

## Biographie
À cinq reprises, elle s'est imposée en simple aux Internationaux d'Australie (1925, 1926, 1928, 1929 et 1930), soit la troisième meilleure performance après Margaret Smith Court (onze titres) et Nancye Wynne Bolton (six).
Cinq fois aussi, elle a gagné le double dames de l'épreuve, et quatre fois le double mixte.
À Wimbledon, elle a atteint la finale du double mixte en 1928, avec son compatriote Jack Crawford (défaite contre Elizabeth Ryan et Patrick Spence).
Daphne Akhurst est décédée à l'âge de vingt-neuf ans, des suites d'une grossesse extra-utérine.
Le trophée remis à la vainqueur du simple dames de l'Open d'Australie est appelé Daphne Akhurst Memorial Cup.

## Palmarès (partiel)

### Titres en simple dames
| No | Date       | Nom et lieu du tournoi               | Catégorie | Surface      | Finaliste           | Score          |          |
| -- | ---------- | ------------------------------------ | --------- | ------------ | ------------------- | -------------- | -------- |
| 1  | 24/01/1925 | Australasian Championships, Sydney   | G. Chelem | Gazon (ext.) | Esna Boyd           | 1-6, 8-6, 6-4  | Parcours |
| 2  | 24/01/1926 | Australasian Championships, Adélaïde | G. Chelem | Gazon (ext.) | Esna Boyd           | 6-1, 6-3       | Parcours |
| 3  | 21/01/1928 | Australian Championships, Sydney     | G. Chelem | Gazon (ext.) | Esna Boyd           | 7-5, 6-2       | Parcours |
| 4  | 19/01/1929 | Australian Championships, Adélaïde   | G. Chelem | Gazon (ext.) | Louise Bickerton    | 6-1, 5-7, 6-2  | Parcours |
| 5  | 18/01/1930 | Australian Championships, Melbourne  | G. Chelem | Gazon (ext.) | Sylvia Lance Harper | 10-8, 2-6, 7-5 | Parcours |

### Titres en double dames

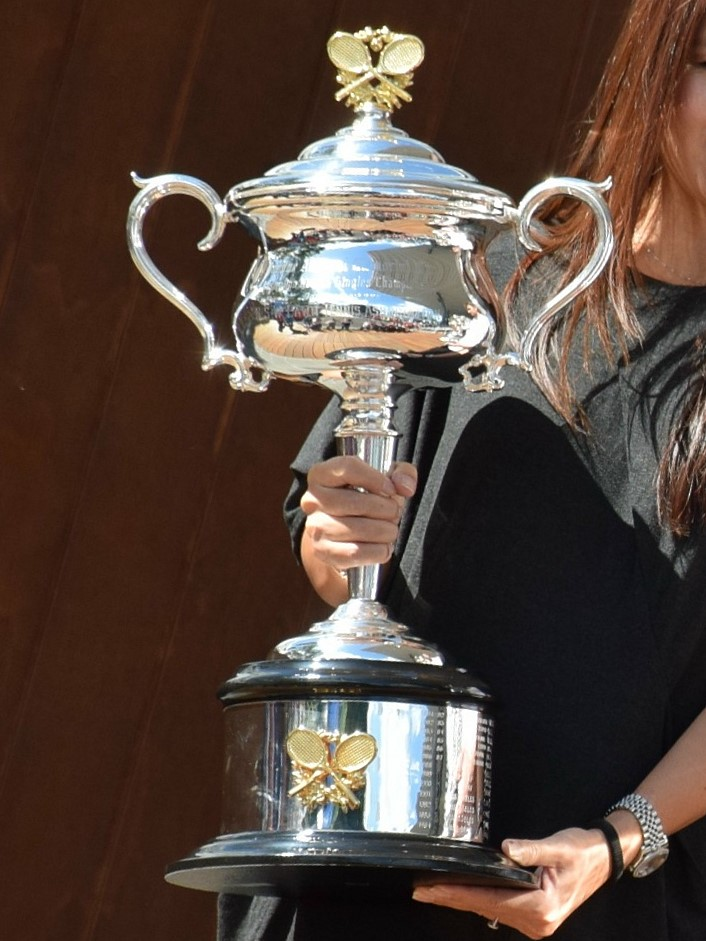
Le Daphne Akhurst Memorial Cup.

| No | Date       | Nom et lieu du tournoi               | Catégorie | Surface      | Partenaire       | Finalistes                              | Score         |          |
| -- | ---------- | ------------------------------------ | --------- | ------------ | ---------------- | --------------------------------------- | ------------- | -------- |
| 1  | 18/01/1924 | Australasian Championships Melbourne | G. Chelem | Gazon (ext.) | Sylvia Lance     | Kathleen Le Messurier Meryl O'Hara Wood | 7-5, 6-2      | Parcours |
| 2  | 24/01/1925 | Australasian Championships Sydney    | G. Chelem | Gazon (ext.) | Sylvia Lance     | Esna Boyd Kathleen Le Messurier         | 6-4, 6-3      | Parcours |
| 3  | 21/01/1928 | Australian Championships Sydney      | G. Chelem | Gazon (ext.) | Esna Boyd        | Kathleen Le Messurier Dorothy Weston    | 6-3, 6-1      | Parcours |
| 4  | 19/01/1929 | Australian Championships Adélaïde    | G. Chelem | Gazon (ext.) | Louise Bickerton | Sylvia Lance Meryl O'Hara Wood          | 6-2, 3-6, 6-2 | Parcours |
| 5  | 27/02/1931 | Australian Championships Sydney      | G. Chelem | Gazon (ext.) | Louise Bickerton | Nell Lloyd Lorna Utz                    | 6-0, 6-4      | Parcours |

### Finale en double dames
| No | Date       | Nom et lieu du tournoi              | Catégorie | Surface      | Vainqueures                 | Partenaire            | Score         |          |
| -- | ---------- | ----------------------------------- | --------- | ------------ | --------------------------- | --------------------- | ------------- | -------- |
| 1  | 24/01/1926 | Australasian Championships Adélaïde | G. Chelem | Gazon (ext.) | Esna Boyd Meryl O'Hara Wood | Marjorie Cox Crawford | 6-3, 6-8, 8-6 | Parcours |

### Titres en double mixte
| No | Date       | Nom et lieu du tournoi               | Catégorie | Surface      | Partenaire     | Finalistes                          | Score    |          |
| -- | ---------- | ------------------------------------ | --------- | ------------ | -------------- | ----------------------------------- | -------- | -------- |
| 1  | 18/01/1924 | Australasian Championships Melbourne | G. Chelem | Gazon (ext.) | Jim Willard    | Esna Boyd Gar Hone                  | 6-3, 6-4 | Parcours |
| 2  | 24/01/1925 | Australasian Championships Sydney    | G. Chelem | Gazon (ext.) | Aubrey Willard | Sylvia Lance Richard Schlesinger    | 6-4, 6-4 | Parcours |
| 3  | 21/01/1928 | Australian Championships Sydney      | G. Chelem | Gazon (ext.) | Jean Borotra   | Esna Boyd John Hawkes               | Forfait  | Parcours |
| 4  | 19/01/1929 | Australian Championships Adélaïde    | G. Chelem | Gazon (ext.) | Edgar Moon     | Marjorie Cox Crawford Jack Crawford | 6-0, 7-5 | Parcours |

### Finales en double mixte
| No | Date       | Nom et lieu du tournoi              | Catégorie | Surface      | Vainqueures                   | Partenaire    | Score    |          |
| -- | ---------- | ----------------------------------- | --------- | ------------ | ----------------------------- | ------------- | -------- | -------- |
| 1  | 24/01/1926 | Australasian Championships Adélaïde | G. Chelem | Gazon (ext.) | Esna Boyd John Hawkes         | Jim Willard   | 6-1, 6-4 | Parcours |
| 2  | 25/06/1928 | The Championships Wimbledon         | G. Chelem | Gazon (ext.) | Elizabeth Ryan Patrick Spence | Jack Crawford | 7-5, 6-4 | Parcours |

## Parcours en Grand Chelem (partiel)
Si l’expression « Grand Chelem » désigne classiquement les quatre tournois les plus importants de l’histoire du tennis, elle n'est utilisée pour la première fois qu'en 1933, et n'acquiert la plénitude de son sens que peu à peu à partir des années 1950.

### En simple dames
| Année | Championnat d'Australasie Championnat d'Australie | Championnat d'Australasie Championnat d'Australie | Championnat de France Internationaux de France | Championnat de France Internationaux de France | Wimbledon     | Wimbledon    | US National | US National |
| ----- | ------------------------------------------------- | ------------------------------------------------- | ---------------------------------------------- | ---------------------------------------------- | ------------- | ------------ | ----------- | ----------- |
| 1924  | 1/2 finale                                        | Esna Boyd                                         | -                                              | -                                              | -             | -            | -           | -           |
| 1925  | Victoire                                          | Esna Boyd                                         | -                                              | -                                              | 1/4 de finale | Joan Fry     | -           | -           |
| 1926  | Victoire                                          | Esna Boyd                                         | -                                              | -                                              | -             | -            | -           | -           |
| 1927  | 2e tour (1/8)                                     | Dorothy Weston                                    | -                                              | -                                              | -             | -            | -           | -           |
| 1928  | Victoire                                          | Esna Boyd                                         | 1/4 de finale                                  | Cristobel Hardie                               | 1/2 finale    | Lilí Álvarez | -           | -           |
| 1929  | Victoire                                          | Louise Bickerton                                  | -                                              | -                                              | -             | -            | -           | -           |
| 1930  | Victoire                                          | Sylvia Lance                                      | -                                              | -                                              | -             | -            | -           | -           |

À droite du résultat, l’ultime adversaire.

### En double dames
| Année | Championnat d'Australasie Championnat d'Australie | Championnat d'Australasie Championnat d'Australie | Championnat de France Internationaux de France | Championnat de France Internationaux de France | Wimbledon            | Wimbledon            | US National | US National |
| ----- | ------------------------------------------------- | ------------------------------------------------- | ---------------------------------------------- | ---------------------------------------------- | -------------------- | -------------------- | ----------- | ----------- |
| 1924  | Victoire Sylvia Lance                             | K. Le Mesurier Meryl O'Hara                       | -                                              | -                                              | -                    | -                    | -           | -           |
| 1925  | Victoire Sylvia Lance                             | Esna Boyd K. Le Mesurier                          | -                                              | -                                              | -                    | -                    | -           | -           |
| 1926  | Finale Marjorie Cox                               | Esna Boyd Meryl O'Hara                            | -                                              | -                                              | -                    | -                    | -           | -           |
| 1928  | Victoire Esna Boyd                                | K. Le Mesurier D. Weston                          | 1/4 de finale L. Bickerton                     | Joan Austin Betty Nuthall                      | 1/2 finale Esna Boyd | E. Bennett E. Harvey | -           | -           |
| 1929  | Victoire L. Bickerton                             | Sylvia Lance Meryl O'Hara                         | -                                              | -                                              | -                    | -                    | -           | -           |
| 1930  | 1/2 finale L. Bickerton                           | Emily Hood M. Molesworth                          | -                                              | -                                              | -                    | -                    | -           | -           |
| 1931  | Victoire L. Bickerton                             | Nell Lloyd Lorna Utz                              | -                                              | -                                              | -                    | -                    | -           | -           |

Sous le résultat, la partenaire ; à droite, l’ultime équipe adverse.

### En double mixte
| Année | Championnat d'Australasie Championnat d'Australie | Championnat d'Australasie Championnat d'Australie | Championnat de France Internationaux de France | Championnat de France Internationaux de France | Wimbledon            | Wimbledon         | US National | US National |
| ----- | ------------------------------------------------- | ------------------------------------------------- | ---------------------------------------------- | ---------------------------------------------- | -------------------- | ----------------- | ----------- | ----------- |
| 1924  | Victoire Jim Willard                              | Esna Boyd Gar Hone                                | -                                              | -                                              | -                    | -                 | -           | -           |
| 1925  | Victoire A. Willard                               | Sylvia Lance Schlesinger                          | -                                              | -                                              | -                    | -                 | -           | -           |
| 1926  | Finale Jim Willard                                | Esna Boyd John Hawkes                             | -                                              | -                                              | -                    | -                 | -           | -           |
| 1928  | Victoire Jean Borotra                             | Esna Boyd John Hawkes                             | 1/4 de finale Jack Crawford                    | Y. Bourgeois René Lacoste                      | Finale Jack Crawford | E. Ryan P. Spence | -           | -           |
| 1929  | Victoire Edgar Moon                               | Marjorie Cox Jack Crawford                        | -                                              | -                                              | -                    | -                 | -           | -           |
| 1930  | 1/2 finale Edgar Moon                             | Marjorie Cox Jack Crawford                        | -                                              | -                                              | -                    | -                 | -           | -           |

Sous le résultat, le partenaire ; à droite, l’ultime équipe adverse.